# Castle Bruce
Castle Bruce  es una localidad de Dominica en la parroquia de Saint David. 

## Demografía
Según estimación 2010 contaba con  1.898 habitantes.